# Пино, Анри
Анри́ Пино́, полное имя Анри́-Мари́-Эрне́ст-Дезире́ (фр. Henri-Marie-Ernest-Désiré Pinault MEP, 7 сентября 1904 года, департамент Иль и Вилен, Франция — 24 февраля 1987 года) — католический прелат, епископ Чэнду с 14 июля 1949 года по 1983 год, миссионер, член миссионерской организации «Парижское общество заграничных миссий».

## Биография
В 1922 году Анри Пино вступил в миссионерскую организацию «Парижское общество заграничных миссий». 29 июня 1929 года был рукоположён в священника, после чего отправился на миссию в Китай, куда прибыл 15 сентября 1929 года.
14 июля 1949 года Римский папа Пий XII назначил Анри Пино епископом Чэнду. 21 сентября 1949 года состоялось рукоположение Анри Пино в епископа, которое совершил архиепископ Чунцина Луи-Габриэль-Ксавье Янтцен в сослужении с епископом Суйфу Рене-Дезире-Ромен Буасгереном и епископом Шуньцина Павлом Ваном Вэньчэном.
29 декабря 1949 года Чэнду был взят коммунистическими войсками, после чего на католическую епархию были возложены большие налоги. В 1952 году местные власти обвинили Анри Пино в неуплате налогов и заключили в тюрьму. В начале 1952 года он был освобождён из заключения и 19 марта этого же года отправился в Гонконг. 30 июня 1952 года Анри Пино возвратился во Францию, где вскоре стал военным капелланом ВВС Франции в Северной Африке.
Участвовал в работе I, II, III и IV сессиях Второго Ватиканского собора. После возвращения из Рима Анри Пино стал проживать на родине вместе со своей матернью.
В 1983 году Анри Пино подал в отставку с должности епископа Чэнду.